# Cwmbran Central
Cwmbran Central (walisisch: Cwmbrân Ganol) ist eine Community in Südwales, die das Stadtzentrum von Cwmbran in der Principal Area Torfaen umfasst. Die Community hatte beim Zensus 2011 knapp 10.000 Einwohner, knapp ein Fünftel der Bevölkerung der gesamten Stadt.

## Geographie
Cwmbran Central umfasst das Stadtzentrum von Cwmbran sowie die Stadtteile (oder zumindest Teile davon) Old Cwmbran, Two Locks, Hollybush, St Dials, Forge Hammer, Northville und Southville. Das Gebiet der Community umfasst dabei die Innenstadt von Cwmbran, hat aber auch noch einen ausgedehnten Ausläufer nach Süden hin. Dort liegt nicht nur der Stadtteil Hollybush, sondern auch noch größere Teile Ackerland und die Wälder Limekiln Wood und Henllys Wood. Dort entspringen auch mehrere kleine Bäche. Daneben durchfließen der Dowlais Brook, der Cwm-brân Brook sowie der Monmouthshire Canal als Teil des Monmouthshire and Brecon Canals die Stadt, der Afon Lwyd bildet im Innenstadtbereich die Ostgrenze. Wahlkreisgeographisch liegt die Community im britischen Wahlkreis Torfaen beziehungsweise in dessen walisischem Pendant.

## Infrastruktur
Auf dem Gebiet der Community liegen mehrere Industriegebiete, Grün- und Sportflächen wie der Northfields Park, der Llanyrafon Park und der Cwmbran Park, Teile des Church Wood und die Greenmeadow Community Farm. Weiter gibt es im Stadtzentrum auch eine Grundschule und ein Pflegeheim, der Friedhof Mynwent Llwyncelyn liegt etwas weiter südlicher nahe dem Stadtteil Hollybush. Im Norden des Innenstadtbereichs liegt das große Einkaufszentrum Cwmbran Centre. Etwas südlicher liegt das Gwent House, das als Multifunktionsgebäude unter anderem lokale Behörden beherbergt.

## Verkehr
Auf dem Gebiet der Community liegt im Nordosten der Bahnhof der Cwmbran, der an der Welsh Marches Line liegt. Nahe dem Bahnhof befindet sich das South Wales Bus Depot. Daneben liegt die Community an der regionalen A4051 road.

## Bauwerke
Fünf Gebäude auf dem Gebiet der Community wurden als Grade II buildings auf die Statutory List of Buildings of Special Architectural or Historic Interest gesetzt. Dazu zählen unter anderem eine Kapelle und ein Äquadukt des Monmouthshire Canal über den Dowlais Brook.